# Susan Williams
Susan Williams, född den 17 juni 1969 i Long Beach, Kalifornien, är en amerikansk triathlet.
Hon tog OS-brons i damernas triathlon i samband med de olympiska triathlontävlingarna 2004 i Aten.